# Wikipédia em italiano
A Wikipédia em italiano é a versão da Wikipédia em língua italiana. É uma das maiores Wikipédias (a nona em número de artigos) com mais de 1 000 000 artigos.

## Protesto contra lei de Berlusconi

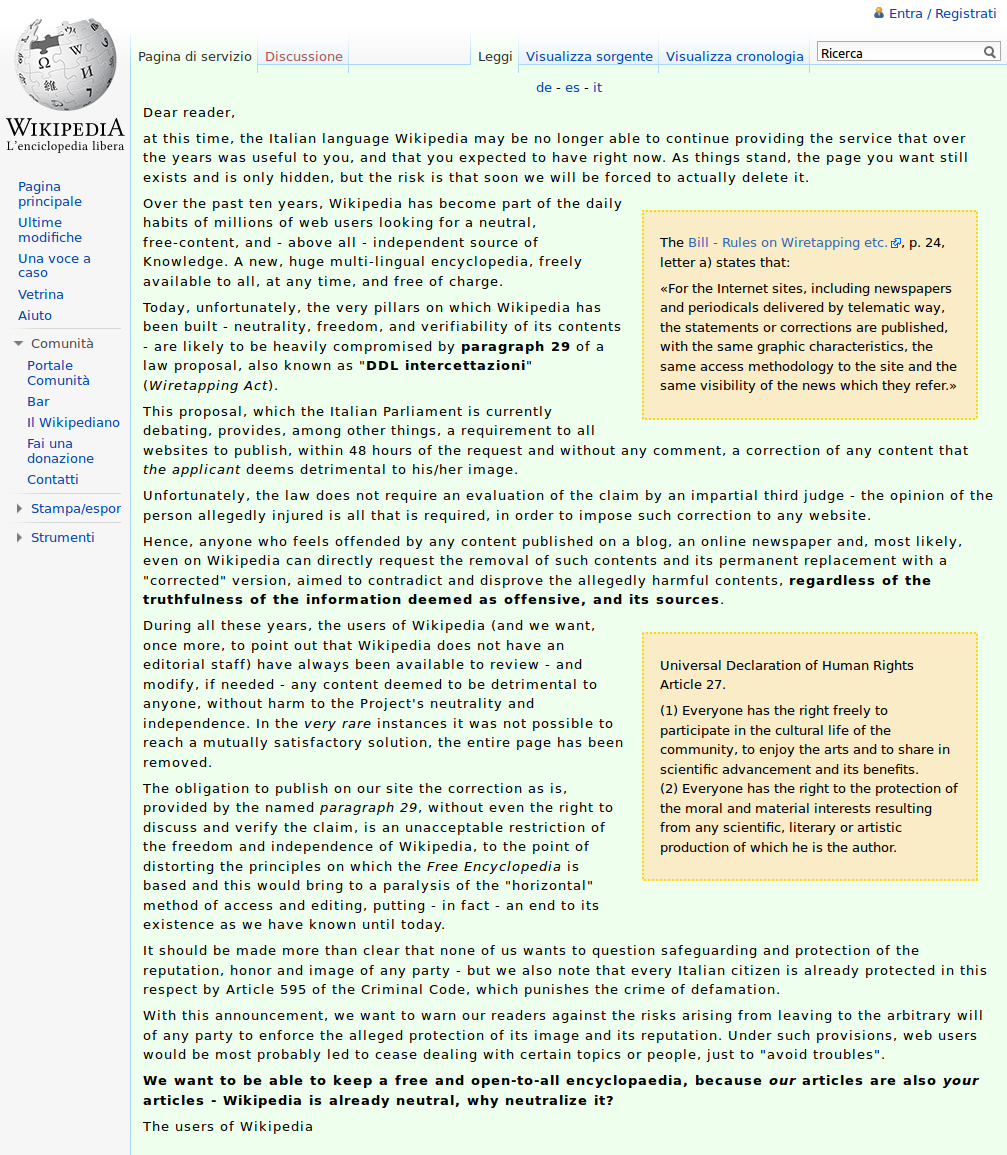
Comunicado apresentado ao acessar qualquer página da Wikipédia em italiano durante o protesto

Em 4 de outubro de 2011 a Wikipédia em italiano anunciou que estaria encerrando suas edições em protesto a um projeto de lei do Governo de Silvio Berlusconi. Ao acessar qualquer conteúdo do projeto o leitor é remetido ao um aviso. O projeto de lei inclui a obrigatoriedade de remoção de qualquer informação prejudicial a uma pessoa num prazo de 48 horas, mesmo que o conteúdo possa ser verdadeiro. Assim, a remoção não está condicionada a um terceiro (um juiz, por exemplo) e apenas baseada na opinião de alguém que se sinta ofendido com uma publicação. Desta forma o principío da imparcialidade estaria prejudicado e biografias de políticos não estariam neutras com a lei em curso. Porém a enciclopédia voltou suas atividades após ficar três dias fora do ar.

## Cronologia
- 4 de maio de 2004: 10 000 artigos.
- 22 de julho de 2004: 20 000 artigos.
- 22 de novembro de 2004: 30 000 artigos.
- 19 de abril de 2005: 40 000 artigos.
- 3 de julho de 2005: 50 000 artigos.
- 19 de agosto de 2005: 60 000 artigos.
- 1 de setembro de 2005: 70 000 artigos.
- 5 de setembro de 2005: 80 000 artigos.
- 8 de setembro de 2005: 90 000 artigos.
- 9 de setembro de 2005: 100 000 artigos.
- 27 de setembro de 2006: 200 000 artigos.
- 21 de maio de 2007: 300 000 artigos.
- 22 de janeiro de 2008: 400 000 artigos.
- 3 de outubro de 2008: 500 000 artigos.
- 28 de agosto de 2009: 600 000 artigos.
- 22 de junho de 2010: 700 000 artigos.
- 12 de maio de 2011: 800 000 artigos.
- 12 de março de 2012: 900 000 artigos.
- 22 de janeiro de 2013: 1 000 000 artigos.
- 1 de fevereiro de 2019: 1 500 000 artigos.